# Temple Guanghua (Pékin)

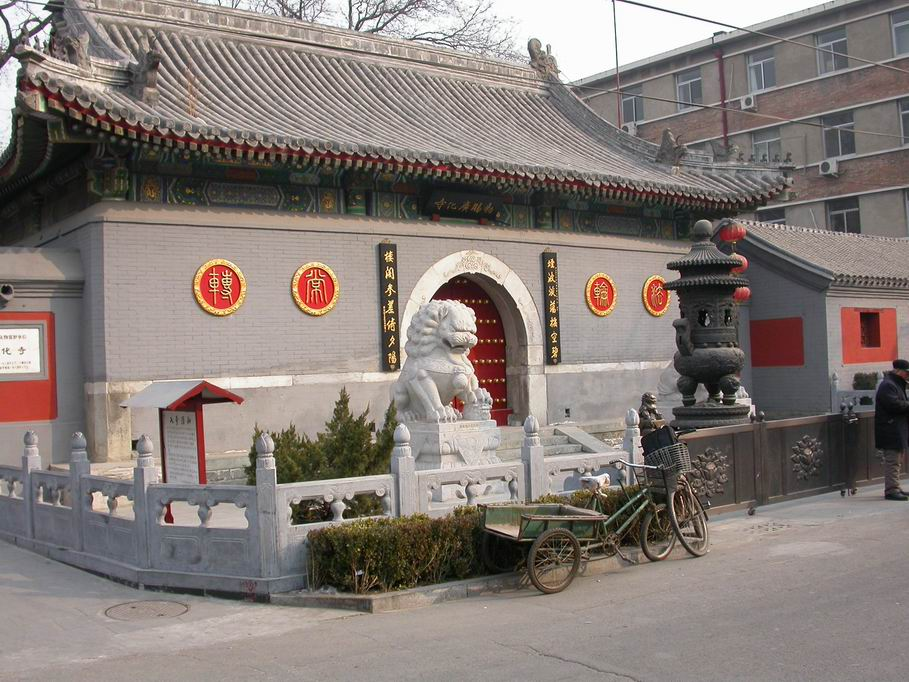
Entrée du temple en 2005.

Le Temple Guanghua (chinois simplifié : 广化寺, chinois traditionnel : 廣化寺, pinyin : Gunghuā Sì) est un temple bouddhiste situé au 31 Ya'er Hutong, au nord de Shichahai, dans le district de Xicheng, à Pékin, en Chine. Le temple fut fondé sous la dynastie Yuan et est l'un des temples bouddhistes les plus renommés de Pékin.